# Lee Kohlmar
Lee Kohlmar (27 de febrero de 1873 – 14 de mayo de 1946) fue un actor y director cinematográfico de origen alemán, activo principalmente en la época del cine mudo. 

## Biografía
Nacido en Eckental, Alemania, actuó en 52 filmes estrenados entre 1916 y 1941. Además dirigió nueve producciones entre 1916 y 1921.
Fue el padre del productor cinematográfico Fred Kohlmar.
Lee Kohlmar falleció en Hollywood, California, en 1946, a causa de un infarto agudo de miocardio. Fue enterrado en el Cementerio Mount Judah, en el vecindario neoyorquino de Ridgewood.

## Selección de su filmografía
- The Flaming Disc (1920)
- The Cactus Kid (1921)
- Who Was the Man? (1921)
- The Wild Wild West (1921)
- Bandits Beware (1921)
- The Man Who Woke Up (1921)
- Beating the Game (1921)
- Children of Pleasure (1930)
- The Sins of the Children (1930)
- Jewel Robbery (1932)
- Roman Scandals (1933)
- Four Hours to Kill! (1935)
- A Son Comes Home (1936)